# Heizölkennzeichnung
Als Heizölkennzeichnung nennt man die Markierung von steuerbegünstigtem Heizöl mit Farbstoffen, um eine Verwechslung mit Dieselkraftstoff zu vermeiden. Die Mitteldestillate (leichtes Heizöl und Dieselkraftstoff) sind chemisch ähnlich. Heizöl Extraleicht (HEL) etwa unterscheidet sich nur durch einen höheren Schwefelgehalt von Dieselkraftstoff. In der europäischen Union wird Heizöl seit 2001 einheitlich mit 6 mg/l Solvent Yellow 124 markiert. Weil dieses für das menschliche Auge nicht so gut sichtbar ist, behalten viele Staaten die Färbung mit einem gut sichtbaren Farbstoff bei. Neben Heizöl werden in den meisten Ländern auch andere steuerbegünstigte Treibstoffe wie Agrardiesel oder Marinedieselöl gefärbt.

## Geschichte
Im deutschen Mineralölsteuergesetz von 1964 war seit der Aktualisierung von 1975 zur Markierung von steuerbegünstigten Mineralölen (zum Beispiel Heizöl) der Lösungsmittelfarbstoff Solvent Red 19 vorgeschrieben. Die Verbindung ist ein Pulverfarbstoff und seine Verarbeitung ist mit den bekannten Nachteilen verbunden, z. B. Expositionsgefahr in Produktion und Verarbeitung, hoher Verbrauch an Lösemitteln zur Herstellung der „packages“ und zeitraubende Lösevorgänge.
Mit der Zulassung von modifizierten Farbstoffen wurde das Mineralölsteuergesetz 1977 den aktuellen technischen und gewerbehygienischen Erfordernissen angepasst. Seit diesem Zeitpunkt werden Flüssigfarbstoffe verwendet und verarbeitet. Neben Solvent Red 19 waren damit zwei weitere Farbstoffe zugelassen, die sich von Solvent Red 19 durch die Einführung längerer und teilweise verzweigter aliphatischer Rest unterscheiden und daher im unverdünnten Zustand als viskose Öle vorliegen. Die beiden Farbstoffe werden auch als Solvent Red 19E und Solvent Red 19T bezeichnet und als Gemisch unter der Handelsbezeichnung Sudanrot M 462 vermarktet. Als vierter Farbstoff wurde Solvent Yellow 124 im Gemisch mit einem oder mehreren der anderen roten Farbstoffe zur Einfärbung von Mineralöl zugelassen. Für jeweils 1000 kg Mineralöl wurden 5,0 bis 7,4 g Farbstoff verwendet.
2002 wurde die Kennzeichnung von Heizöl in der EU einheitlich auf den Gelbmarker Solvent Yellow 124 umgestellt, dessen analytischer Nachweis wesentlich weniger aufwendig durchzuführen ist. Da dieser Farbstoff relativ schwach färbt, werden zusätzlich die oben genannten roten Farbstoffe mit 4,1 bis 4,9 mg/l zugesetzt.
Gemäß TRGS 614 wird für den Mineralöl-Export auch der Farbstoff Solvent Red 215 verwendet. Neben diesem Farbstoff werden aus benachbarten EG-Ländern Mineralöle importiert, die nach den dortigen Vorschriften mit den Azofarbstoffen Solvent Red 24 oder Solvent Red 164 eingefärbt sind.
Durch reduktive Spaltung können einige der genannten Azofarbstoffe die krebserzeugenden aromatischen Amine 4-Aminoazobenzol (Solvent Red 19) bzw. o-Toluidin (Solvent Red 19E, Solvent Red 19T, Solvent Red 215, Solvent Red 24) freisetzen.
| Chemische Strukturen von Mineralölmarkern | Chemische Strukturen von Mineralölmarkern | Chemische Strukturen von Mineralölmarkern |
| ----------------------------------------- | ----------------------------------------- | ----------------------------------------- |
|                                           |                                           |                                           |
| Solvent Yellow 124                        |                                           |                                           |
|                                           |                                           |                                           |
| Solvent Red 19                            | Solvent Red 19E                           | Solvent Red 19T                           |
|                                           |                                           |                                           |
| Solvent Red 215                           | Solvent Red 24                            | Solvent Red 164                           |

## Übersicht
| Land                   | Treibstoff                         | Farbstoff                                                                        |
| ---------------------- | ---------------------------------- | -------------------------------------------------------------------------------- |
| Österreich             | Heizöl                             | Roter Farbstoff + Solvent Yellow 124                                             |
| Kanada                 | Off Road Fuel                      | Roter/Violetter Farbstoff                                                        |
| Kanada                 | Heizöl                             | Roter Farbstoff                                                                  |
| Finnland               | Heizöl & steuerbegünstigter Diesel | Furfural + Solvent Yellow 124                                                    |
| Frankreich             | Heizöl & steuerbegünstigter Diesel | Solvent Red 24 + Solvent Yellow 124                                              |
| Frankreich             | Marinedieselöl                     | Solvent Blue 35                                                                  |
| Estland                | Agrardiesel                        | Automate Blue 8 GHF                                                              |
| Estland                | Heizöl                             | Automate Red NR                                                                  |
| Deutschland            | Heizöl                             | Roter Farbstoff + Solvent Yellow 124                                             |
| Griechenland           | Heizöl                             | Roter Farbstoff                                                                  |
| Griechenland           | Marinedieselöl                     | Schwarzer Farbstoff                                                              |
| Irland                 | Heizöl                             | Solvent Blue 35, Solvent Yellow 124 + weiterer, unbekannter Farbstoff            |
| Irland                 | Kerosin                            | Solvent Red 19 und Ähnliche                                                      |
| Italien                | Heizöl                             | Solvent Green 32/Solvent Green 33 + Solvent Yellow 124                           |
| Niederlande            | Agrardiesel                        | Roter Farbstoff + Solvent Yellow 124                                             |
| Norwegen               | Agrardiesel                        | Grüner Farbstoff                                                                 |
| Portugal               | Agrardiesel                        | Solvent Blue 35                                                                  |
| Portugal               | Heizöl                             | Solvent Red 19 oder Ähnliches                                                    |
| Schweiz                | Heizöl                             | Roter Farbstoff                                                                  |
| Spanien                | Agrardiesel                        | Roter Farbstoff + Solvent Yellow 124                                             |
| Spanien                | Heizöl                             | Blauer Farbstoff + Solvent Yellow 124                                            |
| Schweden               | Heizöl                             | Solvent Blue 35, Solvent Blue 79, Solvent Blue 98 + Solvent Yellow 124           |
| Vereinigtes Königreich | Agrardiesel („Red Diesel“)         | Solvent Red 24, Chinizarin, Solvent Yellow 124 + weiterer, unbekannter Farbstoff |
| Vereinigtes Königreich | Kerosin                            | Cumarin + Solvent Yellow 124                                                     |
| Europa                 | Steuerermäßigte Gasöle             | Solvent Yellow 124 („Euromarker“)                                                |
| Vereinigte Staaten     | Steuerermäßigte Treibstoffe        | Solvent Red 164 (11,1 mg/l)                                                      |
| Weltweit               | AvGas 80/87                        | Rot                                                                              |
| Weltweit               | AvGas 82UL                         | Purpur                                                                           |
| Weltweit               | AvGas 100 LL                       | Blau                                                                             |
| Weltweit               | AvGas 100/130                      | Grün                                                                             |